# Бомилкар
Вижте пояснителната страница за други личности с името Бомилкар.
Бомилкар (на латински: Bomilcar) е картагенски пълководец и държавник от края на 4 век пр.н.е.
Той е командир на лявото крило от пуни – 40 000 пехотинци и 1000 на коне в битката против Агатокъл.